# David A. Aaker
David A. Aaker (Fargo, 1938) è un economista statunitense.

## Biografia e opere
Esperto di marketing, in particolare nel campo delle strategie di marca, ha scritto numerosi articoli per riviste quali ad esempio Journal of Marketing, California Management Review e Sloan Management Review. Tra le principali monografie pubblicate è possibile citare: Advertising Management (assieme a John G. Myers), uno dei più importanti manuali dedicati alla pubblicità; Managing Brand Equity, nel quale definisce il concetto di patrimonio di marca (brand equity); Building Strong Brands, nel quale sviluppa il modello della Brand Identity utilizzato da numerose aziende; Brand Leadership, nel quale estende il suddetto modello e tratta sui metodi di sviluppo di programmi di costruzione della marca.
Docente di strategia di marketing presso la Haas School of Business dell'università della California - Berkeley a partire dal 1969, è inoltre collaboratore dell'agenzia pubblicitaria giapponese Dentsu ed è vicepresidente di Prophet, un'azienda di consulenza di marketing.

## Opere (selezione)
- 1975 Modern Marketing (con altri autori)
- 1984 Strategic Marketing Management
- 1980 Marketing Research (con G. S. Day)
- 1987 Advertising Management (con John G. Myers) (Trad. It. Management della pubblicità. Milano, FrancoAngeli, 1998. ISBN 88-204-7075-6).
- 1991 Managing Brand Equity, ISBN 978-0029001011
- 1995 Building Strong Brands, ISBN 978-0029001516
- 2001 Developing Business Strategies, ISBN 978-0471064114
- 2000 Brand Leadership: The Next Level of the Brand Revolution (con Erich Joachimsthaler), ISBN 978-0684839240
- 2004 Brand Portfolio Strategy: Creating Relevance, Differentiation, Energy, Leverage, and Clarity, ISBN 978-0743249386
- 2005 From Fargo to the World of Brands: My Story So Far, ISBN 978-1587364945
- 2007 Strategic Market Management, ISBN 978-0470056233
- 2008 Spanning Silos: The New CMO Imperative,  ISBN 978-1-4221-2876-3